# Ante litteram
La expresión latina "ante litteram" (literalmente "antes de la letra", entendida sin embargo como "antes de la leyenda" para indicar la impresión de prueba que se realizó antes de grabar la leyenda en la matriz de cobre) se utiliza para definir obras, personajes, corrientes de pensamiento, fenómenos históricos y movimientos culturales que preceden, o de alguna manera son precursores, de hechos más extendidos con características completamente similares.